# Marte Um
Mars One (portugués: Marte Um) es una película dramática familiar brasileña de 2022 escrita y dirigida por Gabriel Martins. Cuenta la historia de Deivinho (Cícero Lucas), un joven negro brasileño que sueña con convertirse en astrofísico y unirse a una misión al planeta Marte. Los padres y la hermana de Deivinho son trabajadores y se apoyan mutuamente, pero viven precariamente en las afueras de Belo Horizonte. La película dramatiza la agitación social entre los pobres de Brasil que recibió la elección del populista Jair Bolsonaro.
La película se estrenó en el Festival de Cine de Sundance y tuvo una exitosa carrera en festivales de cine más pequeños, incluidas las victorias del jurado en LA Outfest y el Festival de Cine de Nashville. Fue elegida como la representante de Brasil en la 95.ª edición de los Premios Óscar. Fue distribuida por ARRAY Releasing y se estrenó ampliamente en Netflix (solo en Estados Unidos) en enero de 2023.

## Argumento
La película sigue a una familia de cuatro en Belo Horizonte, Brasil. El más joven, Deivinho (Cícero Lucas), está en la cúspide de la adolescencia. Curioso e imaginativo, su sueño es convertirse en astrofísico y unirse a la misión Mars One en 2030 para comenzar a colonizar el planeta rojo. Si bien sus esperanzas le dan a la película un motivo de organización, el tiempo de pantalla se comparte entre los cuatro miembros. Su hermana mayor Eunice (Camilla Damião) está casi en la edad adulta. Aunque cariñosa, le irritan los roles familiares tradicionales y la idea de permanecer confinada en casa. Comienza una relación sentimental con otra joven y teme contárselo a sus padres, en particular a su padre tradicional, Wellington (Carlos Francisco).
Gran parte de la acción de la película se centra en la relación de los niños con el patriarca. Wellington es cariñoso y emocionalmente demostrativo, pero puede ser temperamental y, a menudo, impone sus propias aspiraciones a su hija e hijo. Habiendo sido un ávido futbolista en su juventud, insiste en que Deivinho juegue al fútbol; el niño es indiferente al juego y juega solo para complacerlo. Las finanzas de la familia son precarias y Wellington trabaja muchas horas en la limpieza de piscinas y el paisajismo. Al comienzo de la película, ha estado sobrio durante cuatro años. La Madre Tercia (Rejane Faria) a menudo desempeña el papel de mediadora familiar y también trabaja duro como ama de llaves externa para pagar las cuentas del hogar. Al principio de la película, es objeto de una broma de cámara oculta: un hombre aparentemente trastornado emocionalmente deja escapar un cartucho de dinamita ficticio en un restaurante al lado de ella, lo que provoca dolores de cabeza y una serie coincidente de eventos desafortunados. Ella llega a creer que está maldita a medida que avanza la película, agregando un hilo secundario oscuramente cómico.
Los conflictos familiares finalmente llegan a un punto crítico. Wellington estalla de ira frente a la nueva novia de Eunice, Joana (Ana Hilãrio), y Eunice procede con un plan para irse de casa. Más tarde, Deivinho enfrenta un conflicto: su padre insiste en que asista a una prueba de fútbol luego de una invitación del futbolista Juan Pablo Sorin. El mismo sábado, el niño planeaba visitar una feria de ciencias con el astrofísico Neil deGrasse Tyson. Deivinho, jugando afuera en contra de los deseos de su padre el día anterior, se rompe la pierna andando en bicicleta, lo que hace que ambos planes sean discutibles.
Wellington enfrenta sus propias dificultades al mismo tiempo: su adinerado jefe le ha pedido que cuide sus plantas y su mascota mientras ella está de vacaciones. Al tener que irse temprano dos días antes de la prueba, le confía las llaves a un compañero de trabajo, Flavio (Russo Apr). Flavio es aparentemente gregario pero tiende a largas diatribas contra la riqueza burguesa. De manera reveladora, la solicitud de cuidar el apartamento se produce mientras ambos hombres ven las noticias sobre el mandato de Bolsonaro en la televisión. Wellington regresa al trabajo la mañana después de confiarle las llaves a Flavio para descubrir que el apartamento ha sido robado y vaciado de todos sus objetos de valor. Está despedido.
Al regresar a casa para contarle a la familia que perdió su trabajo, Wellington descubre que la prueba de fútbol también está fuera de discusión. Explota, maldiciendo frente a su familia, a pesar de las protestas de Eunice y Tercia. Esa noche bebe mucho. La película concluye con la contrición de Wellington. Regresa a Alcohólicos Anónimos con la asistencia de su esposa e hija. Él le dice a Eunice afuera que ella puede ofrecer una disculpa a Joana; Eunice acepta esto, pero dice que él mismo debería ofrecer la disculpa. La familia se reúne para ver Marte en el telescopio casero de Deivinho. Wellington pregunta qué tan lejos está el planeta y si a Deivinho le gustaría visitarlo, y le dice a su hijo que "encontraremos la manera".

## Reparto
- Cícero Lucas como Deivinho
- Carlos Francisco como Wellington
- Camilla Damião como Eunice (Nina)
- Rejane Faria como Tercia
- Ana Hilãrio como Joana
- Russo Apr como Flavio
- El influencer de Instagram Tokinho y el futbolista Juan Pablo Sorin tienen cameos en la película en los que se interpretan a sí mismos.

## Producción
El director, guionista y director de fotografía afrobrasileño Gabriel Martins es la fuerza creativa detrás de la película. Martins se graduó del Centro Universitário UNA y lanzó Filmes de Plástico en 2009 con André Novais Oliveira y Maurílio Martins, quienes están acreditados como productores en Mars One. La película se rodó justo después de las elecciones generales brasileñas de 2018. Fue producida con fondos públicos para promover a los cineastas y las narrativas negras, un hecho que se volvió conmovedor después de la elección de Bolsonaro y el posterior retroceso de los avances en materia de derechos civiles en Brasil.
Magnolia Pictures compró los derechos de la película justo antes de su debut en el Festival de Cine de Sundance en enero de 2022. El distribuidor promocionó una "película tierna y edificante sobre las esperanzas y los sueños de una familia, en un Brasil en constante agitación".
Magnolia guio la película a través de un exitoso festival de cine antes de negociar la venta de los derechos del banner de distribución de Ava DuVernay, ARRAY, que se estrenará a fines de 2022. Netflix lanzó la película en su servicio de transmisión el 5 de enero de 2023, mientras que ARRAY conserva los derechos de distribución en los países de habla inglesa.